# Björn Isfält
Tor Björn Engelbrekt Isfält (ur. 28 czerwca 1942 w Linköping, zm. 17 stycznia 1997 w Sztokholmie) – szwedzki kompozytor. Na rozdaniu Złotych Żuków w 1990 roku wygrał nagrodę za kreatywne osiągnięcie. Na przestrzeni lat 1970–1995 skomponował muzykę do ponad 35 produkcji filmowych i telewizyjnych.

## Filmografia
- Historia miłosna (En kärlekshistoria, 1970)
- Giliap (1975)
- Bracia Lwie Serce (Bröderna Lejonhjärta, 1977)
- Göta kanal eller Vem drog ur proppen? (1981)
- Rasmus i włóczęga (Rasmus på luffen, 1981)
- Pieśń traw (Gräset sjunger, 1981)
- Ronja – córka zbójnika (Ronja Rövardotter, 1984)
- Moje pieskie życie (Mitt liv som hund, 1985)
- Resan till Melonia (1989)
- Härlig är jorden (1991)
- Co gryzie Gilberta Grape’a (What’s Eating Gilbert Grape, 1993)